# Hispo alboguttata
Hispo alboguttata är en spindelart som beskrevs av Simon 1903. Hispo alboguttata ingår i släktet Hispo och familjen hoppspindlar. Inga underarter finns listade i Catalogue of Life.